# Lijst van beelden in Tubbergen
Dit is een (onvolledige) chronologische lijst van beelden in Tubbergen. Onder een beeld wordt hier verstaan elk driedimensionaal kunstwerk in de openbare ruimte van de Nederlandse gemeente Tubbergen, waarbij beeld wordt gebruikt als verzamelbegrip voor sculpturen, standbeelden, installaties, gedenktekens en overige beeldhouwwerken.
Voor een volledig overzicht van de beschikbare afbeeldingen zie: Beelden in Tubbergen op Wikimedia Commons.
| Geplaatst | Omschrijving                          | Kunstenaar            | Straat                                          | Plaats          | Materiaal | Afbeelding |
| --------- | ------------------------------------- | --------------------- | ----------------------------------------------- | --------------- | --------- | ---------- |
| 1927      | Standbeeld van dr. Schaepman          | August Falise         | Almeloseweg                                     | Tubbergen       | brons     |            |
| 1952      | Christus is opgestanden               | Wim Harzing           | Vriezenveenseweg                                | Geesteren       | gres      |            |
| 1959      | Johan Zwaferink                       |                       | Haarlerheide                                    | Reutum          |           |            |
| 1971      | G.J.J. Luttikhuis                     |                       | Hogeveldseweg                                   | Reutum          | zwerfkei  |            |
| 1978      | Don Quichot                           | Jac Maris             | Niet meer aanwezig                              | Tubbergen       | brons     |            |
| 1994      | De klootschieter                      | Harry Lenferink       | Gestolen                                        | Tubbergen       | brons     |            |
| 1996      | Lummels drie groepen van drie beelden | Marja van Elsberg     | Sg. St.-Canisius (schoolplein), Hardenbergerweg | Tubbergen       | staal     |            |
| 2003 ca.  | Victor Westhoff                       | Willem van der Velden | Onland                                          | Het Springendal | brons     |            |